# Засуха 5900 лет назад
За́суха 5900 лет назад, известная также как событие 5900 лет назад, или засуха 3900 гг. до нашей эры (англ. 5.9 kiloyear event) представляла собой наиболее интенсивное опустынивание эпохи голоцена. Она ознаменовала окончание Атлантического периода (влажной фазы голоцена) и, вероятно, стала начальным событием превращения пустыни Сахары в современную пустыню. Засуха вызвала всемирную миграцию в долины рек, например, из центральной Северной Африки в долину Нила, что со временем привело к возникновению первых комплексных, высокоорганизованных цивилизаций в IV тыс. до н. э. Засуха связывается с последним из циклов «сахарского насоса».

## Причины
Модель Клаузена и соавторов (Claussen et al., 1999) предполагает быстрое опустынивание, связанное с атмосферным взаимодействием растительности сразу после резкого похолодания, события Бонда 4. Бонд и соавторы (Bond et al., 1997) установили, что в Северной Атлантике около 5900 лет назад имело место охлаждение, вызванное обломками полярного ледника. Это событие, по их мнению, входит в последовательность циклических «событий Бонда» — квазипериодического цикла событий охлаждения Атлантики, происходящих с частотой около 1470 лет ± 500 лет. По ряду причин, вслед за каждой из предыдущих засух, соответствующих циклам Бонда (включая похолодание 6200 года до н. э.) происходило восстановление прежних климатических условий, на что указывают многочисленные периоды влажности в истории Сахары 6—10 тыс. лет назад (см. неолитический субплювиал). Однако за событием 5900 последовало частичное восстановление, сопровождавшееся ускоренным опустыниванием в последующем тысячелетии. К примеру, Кремаски (Cremaschi, 1998) приводит свидетельства быстрого опустынивания региона Тадрарт-Акакус на юго-западе Ливии, принявшего форму ускоренной эоловой эрозии, наступления песка и разрушения навесов над бывшими скальными убежищами людей. Также засуха 3900 г. до н. э. отмечается как холодное событие в донных отложениях озера Эрхай (КНР).

## Результат
На Ближнем Востоке засуха привела к резкому завершению убейдского периода.
Исторически период около 3900 гг. до н. э. связан с ростом насилия, отмеченным как в Египте, так и на всём Ближнем Востоке, что в конце концов привело к периоду ранних царств как в Древнем Египте, так и в Шумере. По мнению Джеймса Демео и Стива Тейлора, данный период был связан с установлением патриархального общественного строя, социальным расслоением, появлением регулярной армии, развитием человеческого индивидуализма, возникновением антропоморфных божеств и концепцией линейного исторического развития.